# Liste der Nummer-eins-Hits in den Rhythmic Airplay Charts (1993)
| Singles |
| --- |
| - Whitney Houston – I Will Always Love You - 10 Wochen (5. Dezember 1992 – 12. Februar 1993) - Portrait – Here We Go Again! - 1 Woche (13. Februar – 19. Februar) - Jade – Don’t Walk Away - 1 Woche (20. Februar – 26. Februar) - Silk – Freak Me - 13 Wochen (27. Februar – 28. Mai) - Janet Jackson – That’s the Way Love Goes - 3 Wochen (29. Mai – 18. Juni) - SWV – Weak - 8 Wochen (19. Juni – 13. August) - Jodeci – Lately - 2 Wochen (14. August – 27. August) - SWV – Right Here/Human Nature - 3 Wochen (28. August – 17. September) - Mariah Carey – Dreamlover - 6 Wochen (18. September – 29. Oktober) - Xscape – Just Kickin’ It - 5 Wochen (30. Oktober – 3. Dezember) - Salt ’n’ Pepa – Shoop - 11 Wochen (4. Dezember 1993 – 18. Februar 1994) |